# Gustave Léon Niox
Gustave Léon Niox, né le 2 août 1840 à Provins et mort le 26 octobre 1921 à Paris, est un général français, gouverneur des Invalides, directeur du musée de l'Armée et historien militaire.

## Biographie

### Jeunesse et études
Né en 1840 à Provins de Eutrope Léon époux de Elisabeth Caroline Desrayaud, il entra à l'École spéciale militaire de Saint-Cyr en 1856 pour entrer au 10e régiment d'infanterie de ligne, puis à l'école d'État-major en 1859 pour être affecté au 66e régiment de ligne en janvier 1861. 

### Parcours professionnel
Il passa par les Zouaves de la Garde et le deuxième régiment de chasseurs d'Afrique et fit partie de l'Intervention française au Mexique à l'état-major général où il fut au service topographique et enfin au service historique.
Il revint en France au Ministère de la guerre au 2e puis au 5e bureau. Il fit la guerre franco-prussienne à l'état-major de la 4e division d'infanterie du 6e Corps d'armée du Rhin, il fut fait prisonnier lors du siège et de la prise de Metz. Il fut inspecteur des services de télégraphie en 1898, commandant supérieur de la défense du camp retranché et gouverneur de Paris en 1905.

### Parcours professoral
De retour en France le 15 mars 1871, Niox est muté pour faire partie de l'École d'état-major comme enseignant en cosmographie, géographie physique et aussi en statistiques en 1875. Il a été professeur à l'école supérieure de guerre en 1882. Il a enseigné à l'École libre des sciences politiques.
Placé dans le cadre de la réserve en 1910, il se consacra alors entièrement à l'histoire. Nombre de ses écrits furent publiés et il eut une grande influence auprès du public et des militaires dans les méthodologies d'approche géographique militaire.
Il meurt le 26 octobre 1921 dans le 7e arrondissement de Paris.

## Publications
- De l'emploi des chemins de fer pour les mouvements stratégiques, Paris, Dumaine, 1873.
- Expédition du Mexique : 1861-1867, Librairie militaire de J. Dumaine, 1874 [lire en ligne]
- Notions de géologie [Texte imprimé] : géographie militaire, Paris, J. Dumaine, 1876.
- L'Empire russe, Corbeil, impr. de Crété, 1886.
- L'Indo-Chine, Corbeil, impr. de Crété, 1886.
- Péninsule des Balkans, Corbeil, impr. de Crété, 1886.
- Sénégal et Niger, Corbeil, impr. de Crété, 1886.
- Ct Niox, Eugène Darsy, Atlas de géographie physique, politique et historique à l'usage des classes, Paris, G. Delagrave.
- La Guerre de 1870. Simple récit, Paris, C. Delagrave, 1896 (lire sur Wikisource).
- La Guerre Russo-Japonaise. Chroniques, Ch. Delgrave, 1906.
- L'Hôtel des Invalides, Paris, Ch. Delagrave, 1909.
- Drapeaux et trophées, résumé de l'histoire militaire contemporaine de la France, catalogue du Musée de l'armée, Paris, Ch. Delagrave, 1910.
- La Grande guerre, 1914-1918, simple récit, Paris, J. de Gigord, 1921.
- Sept volumes de la Géographie militaire publiés entre 1876 et 1895.

## Décorations
- Grand officier de la Légion d'honneur (11 juillet 1903)[5]
- Médaille commémorative de l'expédition du Mexique (1862)

- Officier d'académie
- Officier de l'Ordre de Notre-Dame de Guadalupe